# Tsjormoz
Tsjormoz is een stad in de kraj Perm, Rusland. De stad had 4376 inwoners bij de volkstelling van 2002. De stad is gesticht in 1701.
Bestuurlijk centrum: Perm

Aleksandrovsk · Berezniki · Dobrjanka · Goebacha · Gornozavodsk · Gremjatsjinsk · Kizel · Koedymkar · Koengoer · Krasnokamsk · Krasnovisjersk · Lysva · Nytva · Ochansk · Oesolje · Osa · Otsjor · Solikamsk · Tsjajkovski · Tsjerdyn · Tsjernoesjka · Tsjoesovoj · Tsjormoz · Veresjtsjagino